# Коршак Кирило Юхимович
Кирило Юхимович Коршак (літературний псевдонім — Олександр Лан; 12 травня 1897, Дирдин — 22 грудня 1937) — український археолог і поет.

## Життєпис
Народився 12 травня 1897 року в селі Дирдин (нині Городищенського району Черкаської області) в селянській родині. У 1929 році закінчив Черкаську учительську гімназію, суспільно-економічного відділення факультету професійної освіти Київського інституту народної освіти. В 1932 році закінчив аспірантуру при Київському історичному музеї та Археологічному музеї ВУАН. У 1932 році захистив дисертацію з археології. Ще до переїзду в Київ працював учителем на Черкащині. В 1932–1934 роках — співробітник Археологічного музею ВУАН, у 1934–1937 роках — науковий співробітник Інституту історії матеріальної культури ВУАН.
Брав участь у розкопках поселення трипільської культури в 1934 році та в 1936–1937 роках в селі Халеп'я та в 1935 році скіфських курганів в місті Нікополь. Був фахівцем з питань економіки суспільств епохи енеоліту та бронзової доби на українських землях.
Почав друкуватися у 1924 р. в журналах «Нова Громада», «Життя й Революція», «Глобус», «Червоний Шлях». Автор збірок поезій «Отави косять» (1928), «Назустріч сонцю» та «Долоні площ» (обидві — 1930). Писав народною, добірною мовою, вважався майстром сільських та міських пейзажів. Був членом Спілки селянських письменників «Плуг», потім — Всеукраїнської спілки пролетарських письменників. Уже з часу появи перших його поетичних публікацій його творчість стала об'єктом офіційної критики.
У 1934 році репресований. Заарештований 6.11.1937 р. як буцімто «учасник антирадянської української буржуазно-націоналістичної і диверсійно-терористичної організації», розстріляний 22.12.1937, реабілітований 22.12.1960. Характерно, що як і у випадку багатьох інших репресованих, в УРЕ було вказано невірну дату його смерті — 1943 рік.

## Вибрана бібліографія
- О.Лан З циклу «назустріч сонцю». // Гарт.1927, № 2-3 (червень-липень). c.15-16[2]
- О.Лан Будівники (поезії) // Гарт. 1927, № 6-7 (жовтень-листопад). с.109
- О.Лан. Межі // Гарт. 1928, № 3 (Березень), с.38-40.
- О.Лан. Забуті тіні. (Романтика початку). поезія.// Плуг. 1928, № 2, с.16-17
- Вибрані поезії. Черкаси, 1997.